# معجون بیرجندی
معجون بیرجندی یا معجون فریب یا لوز نوعی سایکو اکتیو از نوع توهم‌زا است که در قالب شیرینی (خوراکی) مورد مصرف قرار می‌گیرد و دارای تی‌اچ‌سی می‌باشد. خاستگاه اصلی این مخدر، روستای «خوسف» در بیرجند، مرکز خراسان جنوبی است.ترکیبات موجود در این شیرینی، زیره، روغن ماری‌جوانا و زنجبیل، هفت مغز و شکر است. بنا به گزارش وزارت آموزش و پرورش از سال ۱۳۹۱ در اطراف مدارس خراسان رضوی به فروش رسیده‌است

## تاریخچه منشأ
نام‌های دیگر این معجون، حلوای بیرجندی، کلوچه بیرجندی، شیرینی خوسفی، معجون زابلی، کیک خنده و معجون فریب می‌باشد. این خوراکی بیشتر در استان خراسان جنوبی (به‌ویژه شهر خوسف ) یافت می‌شود و در گذشته از آن برای پذیرایی از میهمانان خود در ضیافت‌ها بهره می‌جستند.

## جنون
استفاده از این ماده سبب جنون یا انجام دادن اقدامات دور از انتظار یا خلاف عقل می‌شود. به همین جهت به معجون فریب معروف شده‌است.